# Сен Сулінта
Сен Сулінта (1511–1582) — лаоський державний діяч, правитель королівства Лансанг у період смути 1571—1591 років.
Вперше він проголосив себе королем 1571 року, втім 1575 імператор Таунгу захопив Сен Сулінту й відправив його до бірманської столиці, міста Пегу. Вдруге зайняв трон 1580 року, повернувшись із заслання, але вже в якості васала Бірми.
Хроніки, в яких згадується Сен Сулінта, належать до старовинних анналів королівства Лансанг, держав Ланна, Аюттхая та Бірма, й усі вони суперечать одне одному. Зокрема хроніки Лансангу перекладались іншими мовами та тлумачились по різному, що спричинило дискусії з приводу правдивості тих історичних джерел. Більшість дослідників вважають, що до оригінальних текстів навмисне вносились зміни, щоб не висвітлювати ті чи інші події з метою возвеличення власної держави. Окрім того, дослідникам вкрай важко встановити хронологію та чітку послідовність подій і правителів у той період історії королівства Лансанг. Тому події та дати біографії Сен Сулінти не можуть бути цілком достовірними.

## Біографія
Народився 1511 року у Нонгкхаї, поряд із В'єнтьяном, у родині простолюдина на ім'я Чан. Його відправили на навчання до тогочасної столиці, міста Муангсуа (сучасний Луанґпхабанґ), де ним опікувався чернець Сіканто, духовний наставник короля Потісарата. Він виріс у столиці та став чиновником високого рангу. Завдяки своєму спритному розуму Сен Сулінта швидко просунувся королівською ієрархією, зрештою отримавши посаду губернатора Пакхуейлуанґу.
За правління короля Сеттатірата Сен Сулінта виявив себе гарним полководцем, він брав участь у військових кампаніях проти бірманського завойовника Баїннауна. Окрім того, що Сен Сулінта був поряд із Сеттатіратом у всіх битвах, він також брав участь у будівництві нової столиці, В'єнтьяна. Завдяки цьому король одружився з дочкою Сен Сулінти, яка народила спадкоємця, принца Кео Кумане.

### Перше правління
Сеттатірат помер того ж року, коли народився його син, що спричинило суперечки щодо спадкування престолу. Частина знаті разом з усім духовенством виступили за те, щоб оголосити новим королем малолітнього Кео Кумане, втім свої претензії на престол висунув і Сен Сулінта, нагадуючи про свої заслуги перед королівством. Однак знать не бажала допускати до престолу людину, що не мала королівської крові. Це призвело до громадянської війни, в якій перемогу зрештою здобув Сен Сулінта.

### Бірманська навала
До 1575 року бірманці значно зміцнили свою державу, створивши королівську династію Таунгу, та домінували у Південно-Східній Азії. Того ж року Бірма вдалась до чергової спроби завоювати Лансанг. Вони скористались нестабільністю в королівстві, а також невдоволенням місцевого населення боротьбою за владу між різними угрупованнями. Багато жителів столиці втекли на південь. Зусилля Сен Сулінти протистояти вторгненню були марними, оскільки військо не бажало воювати за узурпатора. Бірманці легко захопили В'єнтьян та вивезли Сен Сулінту разом з Кео Кумане до Пегу. Туди ж було вивезено й багатьох місцевих жителів.
Таким чином Лансанг учетверте в своїй історії був окупований. Попередні в'єтнамське (1478) та бірманські (1564, 1570) вторгнення було швидко відбито, хоч ворогам і вдавалось захопити столицю на короткий час. Однак того разу бірманське володарювання в Лансангу тривало близько 25 років. Після ув'язнення Сен Сулінти трон Лансангу зайняв брат Сеттатірата принц Асен, який узяв собі тронне ім'я Воравонґса I. Від 1564 року він перебував у полоні в Пегу.

### Друге правління
1579 року Воравонґса загинув, придушуючи повстання на півдні країни, а наступного року бірманці повернули Сен Сулінту на престол. Відтоді він правив як васал Бірми й помер 1582. Після смерті короля бірманці посадили на трон Нахон Ної, сина Сен Сулінти, якого повалили за кілька місяців у результаті повстання. Роком раніше помер Баїннаун, що зрештою призвело до розпаду імперії, яку він створив.
Від того моменту в країні почався період між царства, коли тривала боротьба за владу між різними кланами при дворі, а король на троні був фактично відсутній. Така ситуація підкреслювала слабкість двору в Тегу, який уже не міг впливати на ситуацію в окупованих землях, оскільки сам був змушений протистояти внутрішнім викликам. Натомість лансанзька знать також не наважувалась виступити проти Бірми, оскільки не могли дійти згоди в питанні спадкування престолу. Таке тривало впродовж 8 років.
Ситуація вирішилась 1590 року, коли знать Лансангу відрядила до бірманського двору в Тегу делегацію, що звернулась із проханням про звільнення Кео Кумане, який повернувся на батьківщину та 1591 року зайняв трон.